# ВВС 6-й армии
Военно-воздушные силы 6-й армии (ВВС 6-й армии) — оперативное авиационное соединение времен Великой Отечественной войны.

## История формирования
6-я армия с началом Великой Отечественной войны развёрнута в составе Юго-Западного фронта на львовском направлении на рубеже Крыстынополь — Грабовец. Армия вела оборонительные бои в приграничном сражении северо-западнее Львова. Под ударами сил противника была вынуждена отступить на Броды, Ямполь, Бердичев. Войска армии на 1 июля занимали оборону вдоль железной дороги Здолбунов — Дубно — Броды — Львов. В это время в состав армии вошли 15-я и 16-я смешанные авиационные дивизии и в составе армии были сформованы ВВС армии.
В период с 1 июля по 10 июля ВВС армии принимали участие в операциях и битвах:
- Киевская операция[2] — с 7 июля 1941 года по 10 июля 1941 года.
- Львовско-Луцкая оборонительная операция — с 27 июня 1941 года по 2 июля 1941 года.
- Уманская оборонительная операция — с 5 июля 1941 года по 10 июля 1941 года.

С началом Великой Отечественной войны в первые налеты вражеской авиации на аэродромы 16-й смешанной авиационной дивизии к 27 июня 1941 года было уничтожено 33 и повреждено 153 самолёта дивизии, в воздушных боях было потеряно 14 самолётов. В тяжелых оборонительных боях под Киевом командир дивизии, штаб и управление попали в окружение. Вышли из окружения в октябре 1941 года.
10 июля 1941 года из состава ВВС армии 15-я и 16-я смешанные авиационные дивизии были переданы в состав фронта и прикрытие войск армии осуществлялось составом ВВС фронта. 10 августа 1941 года армия была расформирована.
Второе формирование 6-й армии образовано 25 августа 1941 года в составе Южного фронта обороняла рубеж по левому берегу Днепра в районе северо-западнее Днепропетровска. В состав ВВС армии вошла 1-я школьная бомбардировочная авиационная дивизия, 44-я истребительная авиационная дивизия и 131-й истребительный авиационный полк.
С 27 сентября 1941 г. армия в вела бои в ходе обороны Донбасса в составе Юго-Западного фронта. 30 октября 1941 года 1-я школьная бомбардировочная авиационная дивизия расформирована в составе ВВС армии. В январе 1942 года участвовала в Барвенково-Лозовской наступательной операции.

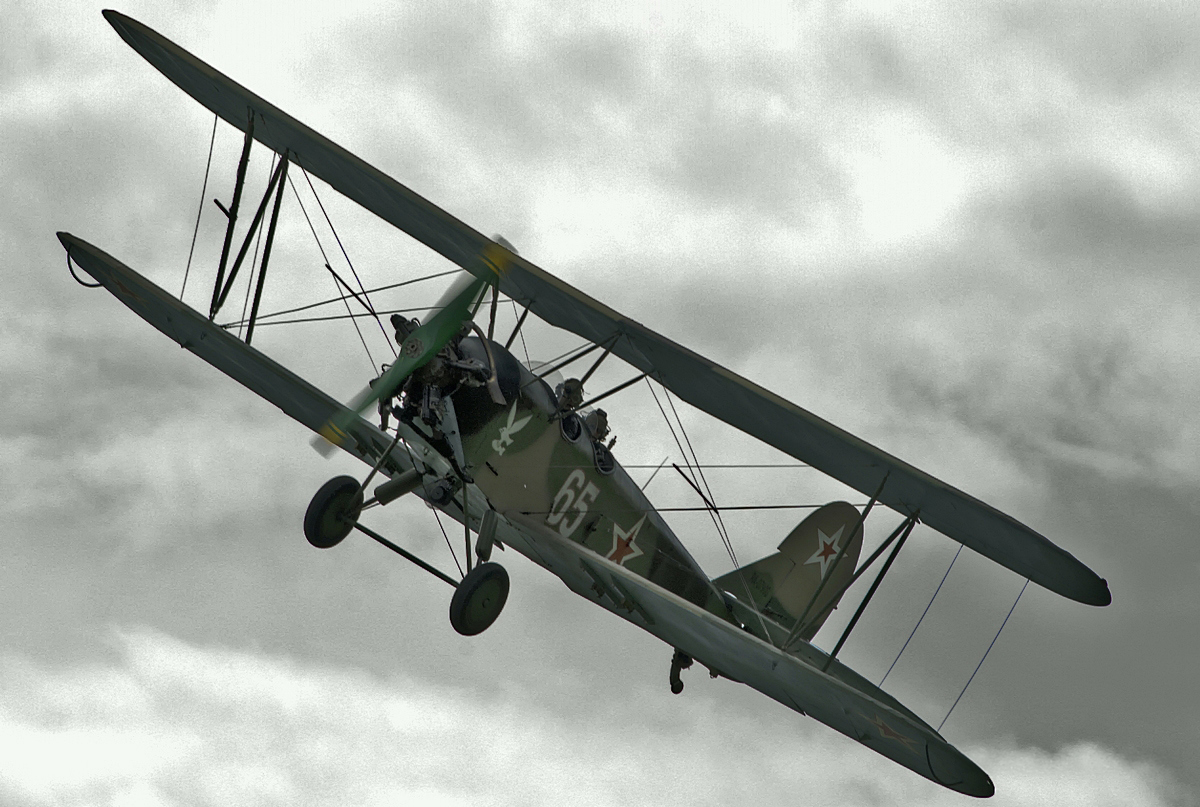
По-2. Ночной бомбардировщик

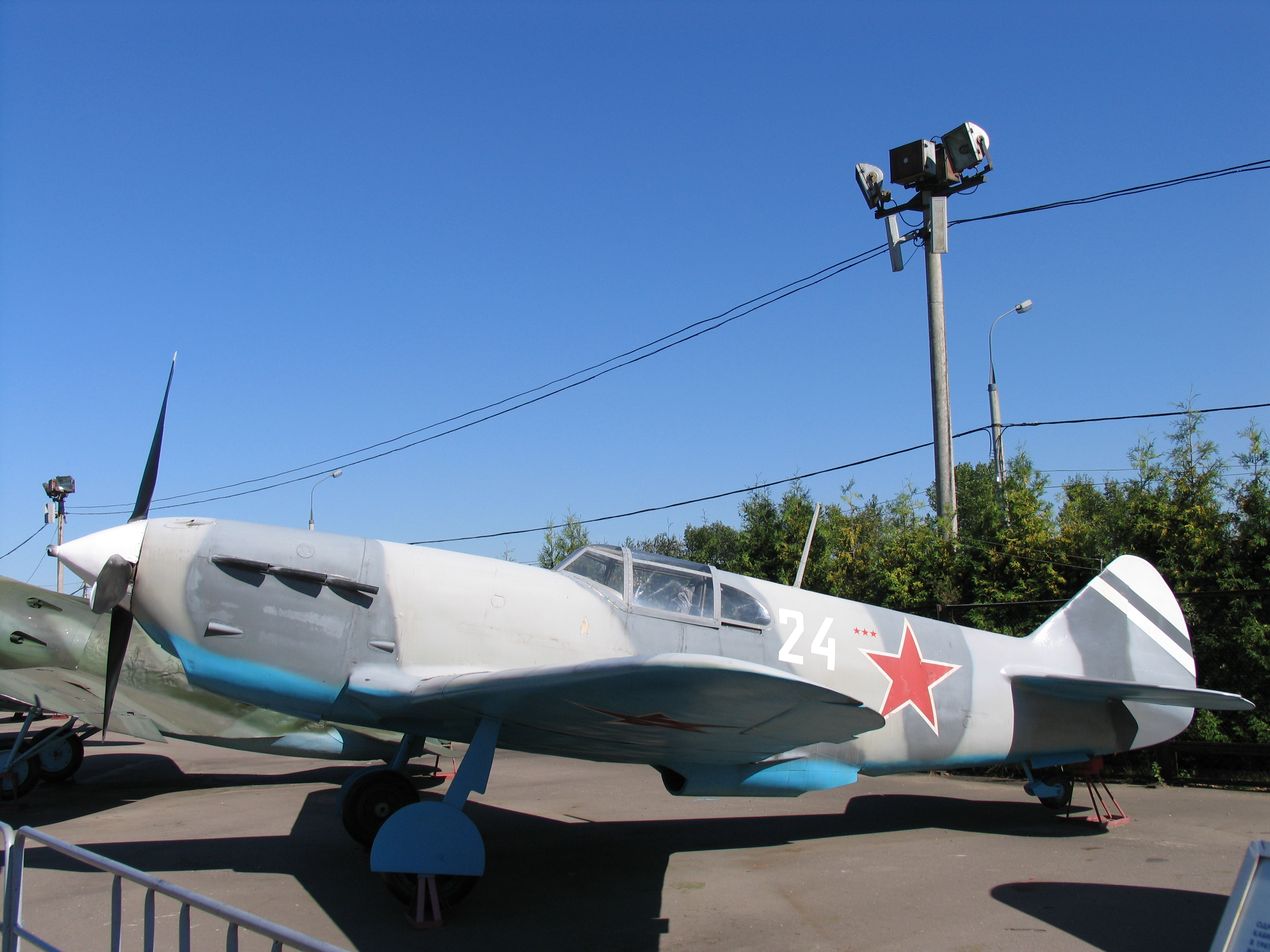
Истребитель ЛаГГ-3. Состоял на вооружении полков ВВС армии

В декабре 1941 года ВВС армии состав двух истребительных дивизий: 44-й (штаб — Сватово, 23-й истребительный авиационный полк (ЛаГГ-3, Старобельск), 92-й истребительный авиационный полк (И-153, Сватово)) и 64-й иад (штаб — Н. Астрахань, 181-й истребительный авиационный полк (ЛаГГ-3, Н. Астрахань), 43-й бомбардировочный авиационный полк (Евсуг, Су-2)) выполняли боевые задачи перед фронтом 6-й и 12-й армий в районе Артемовска.
18 февраля 1942 года 44-я истребительная авиационная дивизия была расформирована, её управление обращено на формирование ВВС 6-й армии. В состав ВВС армии вошли полки расформированной дивизии:
- 23-й истребительный авиационный полк;
- 92-й истребительный авиационный полк;
- 181-й истребительный авиационный полк;
- 296-й истребительный авиационный полк;
- 43-й бомбардировочный авиационный полк;
- 623-й ночной легко-бомбардировочный авиационный полк;
- 633-й смешанный авиационный полк;
- 683-й ближнебомбардировочный авиационный полк.

В апреле 1942 года состав ВВС армии включал:
- 23-й истребительный авиационный полк;
- 92-й истребительный авиационный полк;
- 181-й истребительный авиационный полк;
- 296-й истребительный авиационный полк;
- 13-й гвардейский бомбардировочный авиационный полк;
- 623-й ночной легко-бомбардировочный авиационный полк;
- 633-й смешанный авиационный полк.

В мае 1942 года армия принимала участие в Харьковской операции. Состав ВВС армии включал:
- 23-й истребительный авиационный полк;
- 92-й истребительный авиационный полк;
- 181-й истребительный авиационный полк;
- 296-й истребительный авиационный полк;
- 13-й гвардейский бомбардировочный авиационный полк;
- 623-й ночной легко-бомбардировочный авиационный полк;
- 633-й смешанный авиационный полк.

После окружения армии 25 мая 1942 г. в ходе тяжёлых боёв части армии удалось пробиться к своим войскам. 10 июня 1942 года армия была расформирована.
В составе действующей армии:
- с 22 июня 1941 года по 10 августа 1941 года;
- с 25 августа 1941 года по 30 июня 1942 года.

## Командующий ВВС армии
- генерал-майор авиации Хрюкин Тимофей Тимофеевич[5] 10.08.1941 — 10.09.1941
- Полковник, генерал-майор авиации[6] Рафалович Александр Михайлович[7], период нахождения в должности: — с 18 февраля 1942 года по 11 июня 1942 года, с 22 июня 1941 года — начальник штаба ВВС 6-й армии.

## В составе объединений
| Дата          | Фронт (округ)      |
| ------------- | ------------------ |
| 22.06.1941 г. | Юго-Западный фронт |
| 01.09.1941 г. | Южный фронт        |
| 27.09.1941 г. | Юго-Западный фронт |
| 11.06.1942 г. | Юго-Западный фронт |

## Отличившиеся воины
- Бирюков Борис Васильевич, лейтенант, командир эскадрильи 92-го истребительного авиационного полка 44-й истребительной авиационной дивизии Военно-Воздушных Сил 6-й армии Юго-Западного фронта Указом Президиума Верховного Совета СССР от 20 ноября 1941 года удостоен звания Герой Советского Союза. Золотая Звезда № 663.
- Васильев Борис Михайлович, военный комиссар эскадрильи при управлении 44-й истребительной авиационной дивизии Военно-Воздушных Сил 6-й армии Юго-Западного фронта, удостоен звания Герой Советского Союза Указом Президиума Верховного Совета СССР 20 ноября 1941 года. Золотая Звезда № 643.
- Зеленко, Екатерина Ивановна, старший лейтенант, заместитель командира 5-й эскадрильи 135-го ближнебомбардировочного авиационного полка 16-й смешанной авиационной дивизии военно-воздушных сил 6-й армии Юго-Западного фронта Указом Президента СССР от 5 мая 1990 года за мужество и героизм, проявленные в годы Великой Отечественной войны, присвоено звание Героя Советского Союза (посмертно).
- Локтионов Андрей Фёдорович, капитан, командир эскадрильи 249-го истребительного авиационного полка 44-й истребительной авиационной дивизии Военно-Воздушных Сил 6-й армии Южного фронта Указом Президиума Верховного Совета СССР от 20 ноября 1941 года удостоен звания Герой Советского Союза. Золотая Звезда № 688.
- Перепелица Александр Михайлович, младший лейтенант, командир звена 165-го истребительного авиационного полка 44-й истребительной авиационной дивизии Военно-Воздушных Сил 6-й армии Юго-Западного фронта Указом Президиума Верховного Совета СССР от 20 ноября 1941 года удостоен звания Герой Советского Союза. Золотая Звезда № 661.
- Степанов Арсений Иванович, сержант, лётчик 92-го истребительного авиационного полка 44-й истребительной авиационной дивизии Военно-Воздушных Сил 6-й армии Юго-Западного фронта Указом Президиума Верховного Совета СССР от 20 ноября 1941 года удостоен звания Герой Советского Союза. Золотая Звезда № 642.
- Фаткулин Фарит Мухаметзянович, капитан, командир эскадрильи при управлении 44-й истребительной авиационной дивизии Военно-Воздушных Сил 6-й армии Юго-Западного фронта Указом Президиума Верховного Совета СССР от 20 ноября 1941 года удостоен звания Герой Советского Союза. Золотая Звезда № 564.
- Чистяков Евгений Михайлович, младший лейтенант, заместитель командира эскадрильи 92-го истребительного авиационного полка 44-й истребительной авиационной дивизии Военно-Воздушных Сил 6-й армии Юго-Западного фронта Указом Президиума Верховного Совета СССР от 20 ноября 1941 года удостоен звания Герой Советского Союза. Золотая Звезда № 678.